# Hans Just
Hans Jacob Hvalsøe Just (8. oktober 1840 i Ude Sundby – 2. februar 1912 i København) var en dansk grosserer og etatsråd. I 1867 grundlagde han vinfirmaet Hans Just på Østerbro i København.
Just var medlem af bestyrelsen for Spritfabrikken Fortuna, som han selv var medgrundlægger af, og af kontrolkomitéen for Andels-Livsforsikrings Anstalten. Han var formand for den københavnske afdeling af De danske Vaabenbrødre, Ridder af Dannebrog og Dannebrogsmand.